# Skol Beats 2006
Skol Beats 2006 foi a sétima edição do festival de música eletrônica Skol Beats, promovido pela marca de cerveja Skol e o maior evento de música eletrônica da América Latina na época.
O evento traz novidades em relação às edições passadas, como apresentação de VJs numa tela para projeção panorâmica medindo 24m de largura por 4,5m de altura.
Em 2006 o festival torna-se o maior festival de música eletrônica do mundo, com mais de 207 mil metros quadrados de festa e 90 atrações nacionais e internacionais em 7 espaços:

## Programação[1][2]

### Skol Live Stage
Palco com 20m de boca, 15m de profundidade e 12m de altura. Principal espaço do evento.
Apresentação do grupo de VJs Visual Farm.
- 16h30 Drumagick (ao vivo)
- 17h30 Renato Ratier
- 18h30 Julio Torres - Crossover (ao vivo)
- 19h15 Gui Boratto
- 20h The Bays (ao vivo)
- 21h   Bungle
- 21h30 DJ Patife & Bocato Brazilian Allstars feat. Cleveland Watkiss (ao vivo)
- 22h30 Gil Barbara
- 23h15 LCD Soundsystem (ao vivo)
- 0h15  Vitor Lima
- 1h The Prodigy (ao vivo)
- 2h30  Renato Lopes
- 3h30  Spitfire (ao vivo)
- 4h30  Plump DJs
- 6h Renato Cohen (ao vivo)
- 7h Anderson Noise & Mau Mau (back 2 back)

### The End
Tenda com 1800 metros quadrados destinada aos estilos Techno e Tech-House.
Apresentação do grupo de VJs Coletivo Virtual.
- 16h   Techjun
- 17h   Hopper
- 18h   Gu
- 19h   Aninha
- 20h   Loco Dice
- 21h30 Tiga
- 23h30 Fabrício Peçanha
- 0h30 Timo Maas
- 2h30 Sven Vath
- 5h30  Mistress Barbara
- 7h    Murphy

### DJ Magazine
Tenda com 1800 metros quadrados destinada aos estilos House e Trance.
Apresentação do VJ Embolex.
- 16h   DJ Mora
- 17h   Leo B
- 18h   Paulinho Boghosian
- 19h   Mario Fischetti
- 20h   Martin Solveig
- 22h   Gabo
- 23h30 Steve Angello
- 1h30  Carlo Dall'anese
- 3h    Gabriel & Dresden
- 5h Armin Van Buuren
- 7h    Roger Lyra

### DJ Marky & Friends
Tenda com 2400 metros quadrados destinada ao estilo Drum'n'bass. Gravação do DVD Live in Brazil e apresentação dos MCs Eksman, Stamina, Dynamite e Lucky.
Apresentação do grupo de VJs Home Growth.
- 16h   Roots
- 17h30 César Peralta & Beto Dogface
- 19h30 Bad Boy Orange
- 21h   Makoto
- 23h DJ Marky
- 1h DJ Hype
- 3h Andy C
- 5h DJ Andy
- 6h30  DJ Marky & DJ Patife (Old School Set)

### Palco Tribe
Nesta edição o estilo Psy Trance tem pela primeira vez um espaço diferenciado, o Palco Tribe, com 12m de boca, 12m de profundidade e 8m de altura.
Apresentação do VJ Jean Manzon.
- 20h30 Pedra Branca
- 21h30 D-Nox & Beckers (ao vivo)
- 22h30 Rafael Dahan
- 23h30 Rica Amaral
- 0h30  Rodrigo Leal
- 1h30  Lívia
- 2h30  Dimitri Nakov
- 3h30  Marcello Vor
- 4h30 Wrecked Machines (ao vivo)
- 5h30  Du Serena
- 6h30  Astrix (ao vivo)

### Pepsi X Eletric
Trio eletrônico com apresentações de bandas, músicos e DJs brasileiros de diversos gêneros musicais em performances eletrônicas.
- 19h DJ Nutz
- 20h   777 (Xis, Davi Moraes e Plinio Profeta)
- 21h Negra Li & Helião vs Instituto
- 22h DJ Marlboro
- 23h Deise Tigrona vs Turbo Trio
- 0h    Soulzé vs Superjazz
- 1h Ed Motta vs Jamanta Crew
- 2h Edson Cordeiro vs DJ Mau Mau
- 3h    Cansei de Ser Sexy vs Camilo Rocha

### Audio Visual Stage
Espaço para apresentações de VJs.
- 18h   VJ Jean Manzon
- 20h   Desconstrução
- 22h30 CJ Alexis
- 0h    O.S. Beta
- 1h30  Embolex (ao vivo)
- 3h    Apavoramento Soundsystem
- 4h30  Home Growth